# ОШ „Данило Киш” Београд
Основна школа „Данило Киш” налази се у општини Вождовац, на подручју града Београда. Школа носи име српског књижевника и дописног члана САНУ-а, Данила Киша.

## Историјат
Школа је основана 2014. године и спада у једну од најмлађих школа у Београду.

## О школи
Поред редовне наставе, која може да се организује полудневно и целодневно, у школи се организује допунска, додатна и припремна настава. За ученике са сметњама у развоју и инвалидитетом, остварује се додатна подршка у складу са индивидуалним образовним планом. Настава се изводи у школским учионицама, кабинетима, радионици, фискултурним салама, школском дворишту или и на неком спортском терену, парку, културној институцији ван школе.
Наставу похађа око 1900 ученика, распоређених у 70 одељења, о којима брине око 120 запослених. Страни језици који се уче у школи су енглески, немачки и У склопу ваннаставних активности, организован је рад секција: историјска, биолошка, математичка, млади географи и драмско-рецитаторска секција. Настава се одвија у преподневној смени.
Површина зграде где се одвија настава и остали програм у школи износи 5.509 метара квадратних. Дан школе се слави 22. фебруара, дан рођења Данила Киша.